# Sufajra
Sufajra (arab. صفيرة) – wieś w Syrii, w muhafazie Aleppo, w dystrykcie Dżabal Siman. W 2004 roku liczyła 736 mieszkańców.